# Sofja Perovskaja
Sofja Perovskaja (russisk: Софья Перовская) er en sovjetisk spillefilm fra 1967 af Leo Arnsjtam.

## Medvirkende
- Aleksandra Nazarova som Sofja Perovskaja
- Viktor Tarasov som Andrej Zjeljabov
- Boris Khmelnitskij som Nikolaj Kibaltjitj
- Georgij Taratorkin som Ignatij Grinevitskij
- Vladislav Strzjeltjik som Aleksandr II